# Son Servereta
Son Servereta és una possessió del terme de Llucmajor, Mallorca, situada entre Solleric, Garonda i Son Catany. És una possessió ubicada al Camí de Cala Pi i segregada de la possessió de So n'Albertí. El 1777 pertanyia a Caterina Servera.

## Construccions
Les cases, dels segles XVII-XVIII, formen un bloc integrant l'habitatge humà, la torre de defensa i algunes dependències agropecuàries: la pallissa i els estables. De forma dispersa, al voltant de la casa de pagès, se situen altres instal·lacions agropecuàries (sestadors, un forn, solls, un galliner, un après, barraques, una altra pallissa amb estables, portasses) entre les quals destaca un molí fariner de base rectangular, amb volta de marès d'arcs rebaixats, escala exterior per accedir a l'envelador i torre de base quadrada i de dimensions reduïdes. Les instal·lacions hidràuliques de la finca són: un aljub que es troba adossat a una barraca, una cisterna annexa a la façana principal de l'habitatge, un pou i un safareig aïllats. L'habitatge té dues altures: planta baixa i porxo. La façana principal, orientada al sud, presenta una disposició asimètrica de les obertures. A la planta baixa el portal principal dona entrada a la casa, és d'arc de mig punt amb llindar, dovelles i carcanyols, al seu costat hi ha un finestró allindanat i una escala adossada a la façana.

### Torre de defensa
La torre de defensa és del segle xvii, és cilíndrica amb un diàmetre d'uns 5 m i és dividida en planta baixa, planta pis i terrat. Fou bastida amb paredat en verd de pedra viva. L'accés es fa des de la planta baixa de l'habitatge al qual es troba adossada. El portal és modern, l'antic, si en tenia, podria estar a tramuntana, condemnat pel mur de llevant de l'habitatge i just davall del portal antic de la primera planta de la torre. La cambra de la planta baixa és de planta circular, baixa i està coberta de forjat pla amb llenyam vell d'ullastre. A la primera planta s'hi accedeix des del primer pis de l'habitatge. El portal també és modern. La cambra circular té una alçada actual d'uns 3,5 m i és coberta de sostre modern amb embigat de fusta. L'escala que la comunica amb el terrat pot ser posterior a la construcció de la torre. El terrat és recent, construït quan es va treure la teulada que cobria la torre.